# Aeonoxena palaeographa
Aeonoxena palaeographa är en fjärilsart som beskrevs av Edward Meyrick 1928. Aeonoxena palaeographa ingår i släktet Aeonoxena och familjen säckspinnare. Inga underarter finns listade i Catalogue of Life.